# Verchnij Suzun
Il Verchnij Suzun (in russo Верхний Сузун?; in italiano "Alto Suzun"), chiamato anche Verchnjaja Suzunka o Suzunka (Верхняя Сузунка, Сузунка) è un fiume della Russia siberiana meridionale, affluente di destra dell'Ob'. Scorre nei rajon Suzunskij e Čerepanovskij dell'Oblast' di Novosibirsk.

## Descrizione
Il fiume ha origine da alcune alture al centro della grande ansa dell'Ob' tra Barnaul e Novosibirsk, attraversa l'insediamento di Šurygino e poi scorre in direzione mediamente sud-occidentale, dopo il villaggio di Verch-Suzun sfocia in una diramazione laterale dell'Ob', a 3245 km dalla foce di quest'ultimo.
Il Verchnij Suzun ha una lunghezza di 93 km e un bacino di 981 km².